# Diocesi di Hyderabad in Pakistan
La diocesi di Hyderabad in Pakistan (in latino Dioecesis Hyderabadensis in Pakistan) è una sede della Chiesa cattolica in Pakistan suffraganea dell'arcidiocesi di Karachi. Nel 2021 contava 52.105 battezzati su 23.897.707 abitanti. È retta dal vescovo Samson Shukardin, O.F.M.

## Territorio
La diocesi si estende nella provincia di Sindh in Pakistan, ad eccezione del distretto di Karachi.
Sede vescovile è la città di Hyderabad, dove si trova la cattedrale di San Francesco Saverio.
Il territorio comprende 137.386 km² ed è suddiviso in 19 parrocchie.

## Storia
La diocesi è stata eretta il 28 aprile 1958 con la bolla Eius in terris di papa Pio XII, ricavandone il territorio dall'arcidiocesi di Karachi.
Il 9 novembre 2001 ha ceduto una porzione del suo territorio a vantaggio dell'erezione della prefettura apostolica di Quetta (oggi vicariato apostolico).

## Cronotassi dei vescovi
Si omettono i periodi di sede vacante non superiori ai 2 anni o non storicamente accertati.
- James Cornelius van Miltenburg, O.F.M. † (7 maggio 1958 - 14 marzo 1966 deceduto)
  - Sede vacante (1966-1971)
- Bonaventure Patrick Paul, O.F.M. † (11 marzo 1971[1] - 1º settembre 1990 dimesso)
- Joseph Coutts (1º settembre 1990 succeduto - 27 giugno 1998 nominato vescovo di Faisalabad)
- Max John Rodrigues (3 dicembre 1999 - 16 dicembre 2014 ritirato)
- Samson Shukardin, O.F.M., dal 16 dicembre 2014

## Statistiche
La diocesi nel 2021 su una popolazione di 23.897.707 persone contava 52.105 battezzati, corrispondenti allo 0,2% del totale.
| anno | popolazione | popolazione | popolazione | presbiteri | presbiteri | presbiteri | presbiteri                | diaconi | religiosi | religiosi | parrocchie |
| anno | battezzati  | totale      | %           | numero     | secolari   | regolari   | battezzati per presbitero | diaconi | uomini    | donne     | parrocchie |
| ---- | ----------- | ----------- | ----------- | ---------- | ---------- | ---------- | ------------------------- | ------- | --------- | --------- | ---------- |
| 1970 | 20.214      | 5.692.000   | 0,4         | 30         |            | 30         | 673                       |         | 36        | 53        | 6          |
| 1980 | 27.996      | 7.500.000   | 0,4         | 26         |            | 26         | 1.076                     |         | 28        | 64        | 3          |
| 1990 | 43.550      | 9.609.000   | 0,5         | 20         |            | 20         | 2.177                     |         | 23        | 54        | 10         |
| 1999 | 62.237      | 15.000.000  | 0,4         | 32         | 6          | 26         | 1.944                     |         | 30        | 74        | 15         |
| 2000 | 64.525      | 15.450.000  | 0,4         | 37         | 6          | 31         | 1.743                     |         | 35        | 67        | 15         |
| 2001 | 75.000      | 17.500.000  | 0,4         | 32         | 5          | 27         | 2.343                     |         | 31        | 70        | 14         |
| 2002 | 48.991      | 21.283.294  | 0,2         | 28         | 7          | 21         | 1.749                     |         | 25        | 58        | 13         |
| 2003 | 49.999      | 21.730.243  | 0,2         | 26         | 7          | 19         | 1.923                     |         | 24        | 60        | 14         |
| 2004 | 48.681      | 21.686.924  | 0,2         | 29         | 8          | 21         | 1.678                     |         | 26        | 60        | 14         |
| 2006 | 48.895      | 22.452.472  | 0,2         | 23         | 9          | 14         | 2.125                     |         | 18        | 58        | 14         |
| 2013 | 47.242      | 22.309.840  | 0,2         | 26         | 10         | 16         | 1.817                     |         | 24        | 65        | 15         |
| 2016 | 50.283      | 22.723.994  | 0,2         | 24         | 10         | 14         | 2.095                     |         | 25        | 54        | 15         |
| 2019 | 54.126      | 23.429.125  | 0,2         | 30         | 12         | 18         | 1.804                     | 3       | 33        | 58        | 19         |
| 2021 | 52.105      | 23.897.707  | 0,2         | 38         | 14         | 24         | 1.371                     | 3       | 39        | 58        | 19         |